# O co walczy Naród Polski?
O co walczy Naród Polski? – deklaracja programowa Rady Jedności Narodowej uchwalona 15 marca 1944 roku.
Była ona rozwinięciem „Deklaracji porozumienia politycznego czterech stronnictw – stanowiących Krajową Reprezentację Polityczną”, którą wydali w sierpniu 1943 roku politycy tzw. „grubej czwórki” – czterech największych partii politycznych Polski Podziemnej (Polska Partia Socjalistyczna, Stronnictwo Narodowe, Stronnictwo Ludowe, Stronnictwo Pracy). W pewnym stopniu stanowiła odpowiedź na opublikowaną kilka miesięcy wcześniej deklarację komunistów zrzeszonych w Polskiej Partii Robotniczej o podobnym tytule „O co walczymy?”.

## Charakterystyka założeń i treści
Główne założenia deklaracji RJN dotyczyły kwestii ustrojowych, politycznych, społecznych i gospodarczych przyszłego państwa polskiego. Postulowała ona, aby odrodzona po latach wojny i okupacji Polska opierała swą politykę zagraniczną na ścisłym sojuszu z Wielką Brytanią, USA, Francją, Turcją oraz – na tych samych zasadach – ze Związkiem Radzieckim, lecz tylko w przypadku, gdy uzna on przedwojenne granice II Rzeczypospolitej oraz nie będzie ingerował w wewnętrzne sprawy Polski.
W sprawie granic postulowała, by do Polski zostały włączone całe Prusy Wschodnie, Gdańsk, klin pomorski między Bałtykiem i ujściem Odry i Notecią, ziemie pomiędzy Notecią i Wartą oraz Śląsk Opolski „z odpowiednim pasem bezpieczeństwa”. RJN ustanowienie zachodniej granicy Polski oficjalnie poparła zatem w sposób jednoznaczny jedynie w odniesieniu do odcinka Odry poniżej ujścia Nysy Łużyckiej, natomiast postulowany przebieg granicy powyżej tego miejsca zarysowany został jedynie w przybliżeniu, jako biegnący gdzieś na obszarze pomiędzy Nysą Łużycką a Odrą i Nysą Kłodzką. W kwestii granicy wschodniej chciała utrzymania tej określonej przez traktat ryski. Domagała się także „trwałego zabezpieczenia żywotnych, gospodarczych interesów Polski” na całej Odrze i w portach nadodrzańskich oraz przyznania Polsce własnej strefy okupacyjnej w Niemczech.
Odrodzona Polska miała oprzeć swój ustrój na systemie demokracji parlamentarnej. W możliwie najkrótszym czasie po zakończeniu wojny miały zostać przeprowadzone wybory do parlamentu, którego pierwszym zadaniem byłoby uchwalenie nowej, demokratycznej konstytucji (w miejsce nadal obowiązującej sanacyjnej konstytucji kwietniowej z 1935 r.), gwarantującej „zasady wszechstronnej wolności obywatelskiej, swobody religii, sumienia, przekonań politycznych, słowa, druku, zgromadzeń i stowarzyszeń oraz zasady równości praw obywatelskich przy równości obowiązków i niezależności wymiaru sprawiedliwości”. Stronnictwa reprezentowane w Radzie Jedności Narodowej opowiadały się za powrotem do konstytucji marcowej z 1921 r., z dużymi poprawkami, mającymi na celu wyeliminowanie nadmiernego rozbicia politycznego w parlamencie i ustabilizowanie władzy wykonawczej, takich jak w szczególności wprowadzenie progów wyborczych. Przewidywano daleko idącą decentralizację państwa poprzez rozwój różnorodnych form samorządu terytorialnego, gospodarczego czy zawodowego. Zbrojnym ramieniem kraju miała być apolityczna Armia Narodowa, powstała z połączenia struktur Armii Krajowej i Polskich Sił Zbrojnych na Zachodzie po ich powrocie do kraju.
W celu podniesienia potencjału gospodarczego odrodzonego państwa polskiego oraz usunięcia krzywdzących dysproporcji socjalnych, postulowano przeprowadzenie radykalnych reform społeczno-gospodarczych. Państwo miało tuż po wojnie dokonać przejęcia na własność przedsiębiorstw zarządzanych w czasie wojny przez Niemców oraz wszystkich prywatnych gospodarstw przekraczających 50 ha (co było równoznaczne z likwidacją wielkiej własności ziemskiej) oraz utworzyć na tym areale gospodarstwa chłopskie o powierzchni od 8 do 15 ha, względnie powiększyć do takich rozmiarów gospodarstwa już istniejące. W tym aspekcie projektowana przez RJN reforma rolna szła jeszcze dalej niż reforma zrealizowana później przez PKWN, kiedy to na wzór sowiecki tworzono głównie gospodarstwa karłowate, z zamiarem ich późniejszej kolektywizacji. Kwestię, czy przejęcie ziemi i przedsiębiorstw przez państwo polskie nastąpi za odszkodowaniem dla ich prawowitych właścicieli czy też bez niego, pozostawiono do rozstrzygnięcia przez przyszły parlament. Aparat państwowy miał otrzymać prawo przejmowania lub uspołecznienia przedsiębiorstw użyteczności publicznej lub kluczowych gałęzi przemysłu, w celu wyrównania poziomu gospodarki Polski w stosunku do sąsiadów. Zapowiadano również dostęp młodzieży wywodzącej się ze wszystkich warstw społecznych do szkolnictwa, a dla niezamożnych bezpłatny system nauczania i pomoc leczniczą oraz upowszechnienie ubezpieczeń społecznych.
Jedynym słabym punktem deklaracji była kwestia stosunku państwa polskiego do mniejszości narodowych (zwłaszcza tych zamieszkujących Kresy Wschodnie), będąca efektem kompromisu między zbliżonymi do siebie stanowiskami socjalistów, ludowców i chadeków a całkowicie odmiennym od nich stanowiskiem endecji. Gwarantowano wprawdzie mniejszościom równouprawnienie polityczne oraz zapewnienie im warunków do pełnego rozwoju kulturalnego, gospodarczego i społecznego, jednakże „w ramach jedności państwowej”. W zamian oczekiwano od nich nie tylko lojalności wobec państwa polskiego, ale także „życzliwego stosunku do praw i interesów Narodu Polskiego”. Używając tego rodzaju sformułowań z góry wykluczono jakąkolwiek formę autonomii dla mniejszości narodowych w powojennej Polsce, co automatycznie przekreślało możliwość opowiedzenia się jakiegokolwiek ukraińskiego lub białoruskiego środowiska politycznego za powrotem pod władzę II RP.
Deklaracja kończyła się dobitnym i stanowczym stwierdzeniem, że naród polski jest zjednoczony w walce zarówno z Niemcami, jak i Sowietami, odrzuca wszelką myśl ustępstw terytorialnych na wschodzie oraz przeciwstawia się jednomyślnie i zdecydowanie wszelkim próbom narzucenia mu wzorów rządzenia ze wschodu. Stąd RJN publicznie zapowiadała bezwzględną polityczną walkę z ZSRR i PPR przeciwko komunizacji Polski i oderwaniu od niej ziem wschodnich.
Program wyrażony w deklaracji spotkał się z gwałtowną krytyką ze strony wchodzącego w skład RJN Stronnictwa Narodowego, które zarzucało deklaracji radykalizm społeczny i chęć „wymalowania Polski od dołu do góry na czerwono”. Odmienne podejście do sprawy reform społeczno-gospodarczych, jak również stosunku powojennej Polski do mniejszości narodowych ze strony chadeków, ludowców i socjalistów oraz narodowców uwidoczniło wielkie różnice polityczne, które zawsze ich dzieliły. Były one tak silne, że w każdej chwili mogły doprowadzić do rozłamu w RJN, której członków łączył tylko taktyczny interes i obawa przed PPR.